# John Bull (lokomotiva)

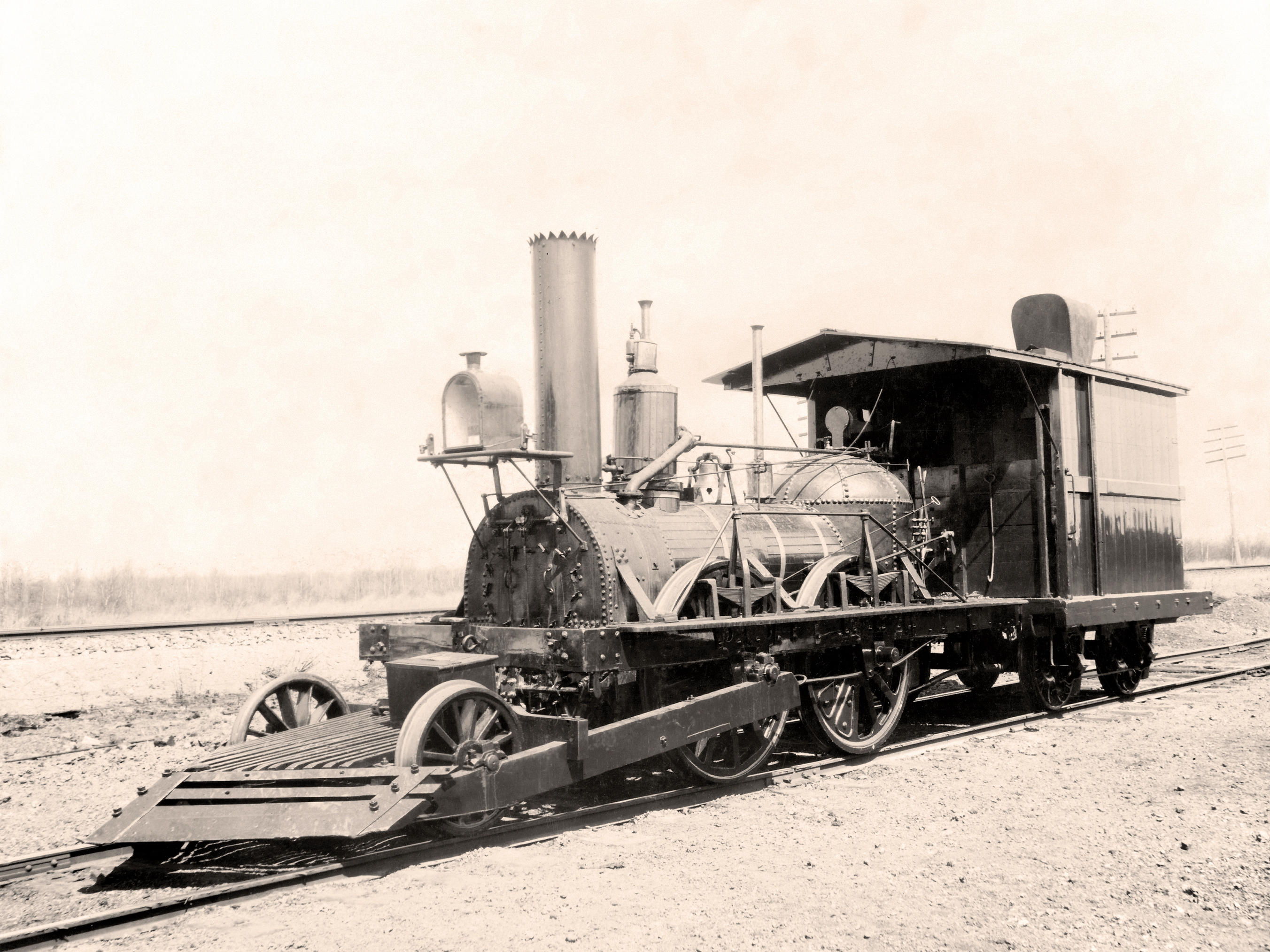
John Bull

John Bull je americká parní lokomotiva. Byla vyrobena v britské továrně Roberta Stephensona a uvedena do provozu 15. září 1831 v New Jersey. Po 35 letech byla stažena z pravidelného provozu a dále byla využívána pouze pro občasné jízdy při zvláštních příležitostech. V roce 1884 ji odkoupilo muzeum Smithsonian Institution jako svůj první větší exponát z oblasti průmyslu. Postupem času byla vystavována spíše staticky, pro jízdy byla v roce 1939 vyrobena přesná replika, která je dnes vystavena v Železničním muzeu v Pensylvánii.
V roce 1981 byla původní lokomotiva při příležitosti 150. výročí uvedení do provozu zrenovována a podnikla krátkou jízdu ve Washingtonu, D.C., čímž se stala nejstarší provozuschopnou lokomotivou na světě.